# جالیاته لومباردو
جالیاته لومباردو (به ایتالیایی: Galliate Lombardo) یک کومونه در ایتالیا است که در استان وارزه واقع شده‌است.

## خصوصیات
جالیاته لومباردو ۳٫۷ کیلومترمربع مساحت و ۸۴۱ نفر جمعیت دارد و ۳۳۶ متر بالاتر از سطح دریا واقع شده‌است.